# Denzel (Automobilhersteller)

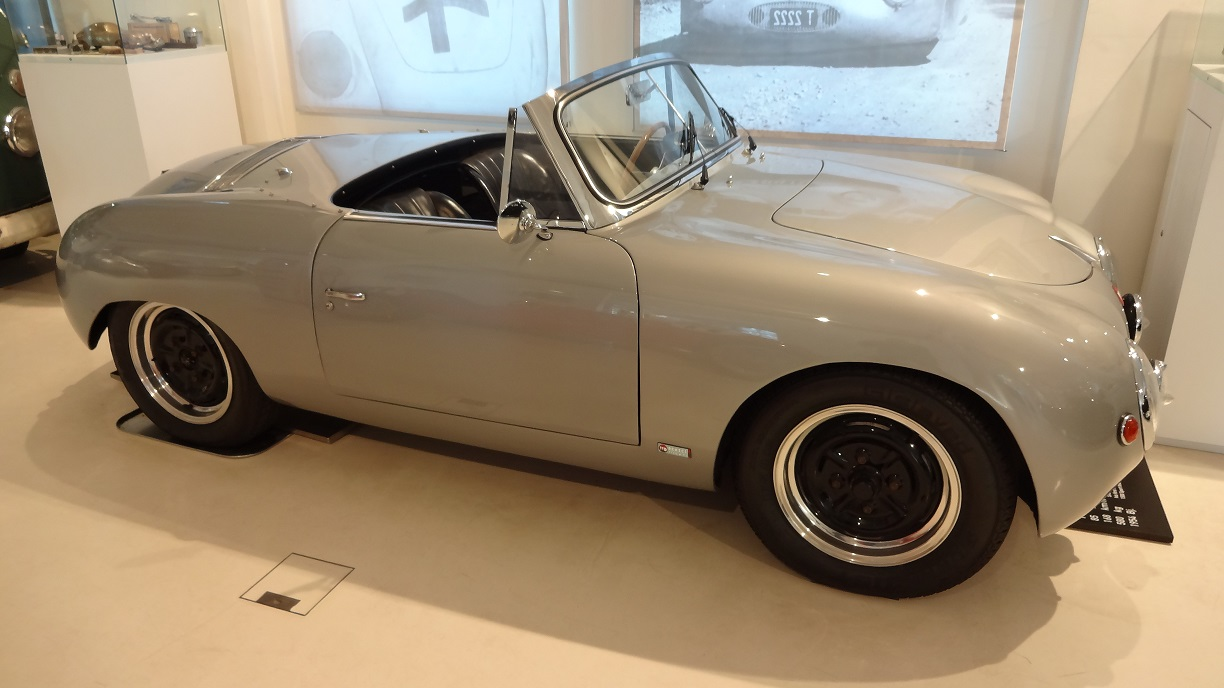
Denzel 1500 Sport International, Baujahr 1954

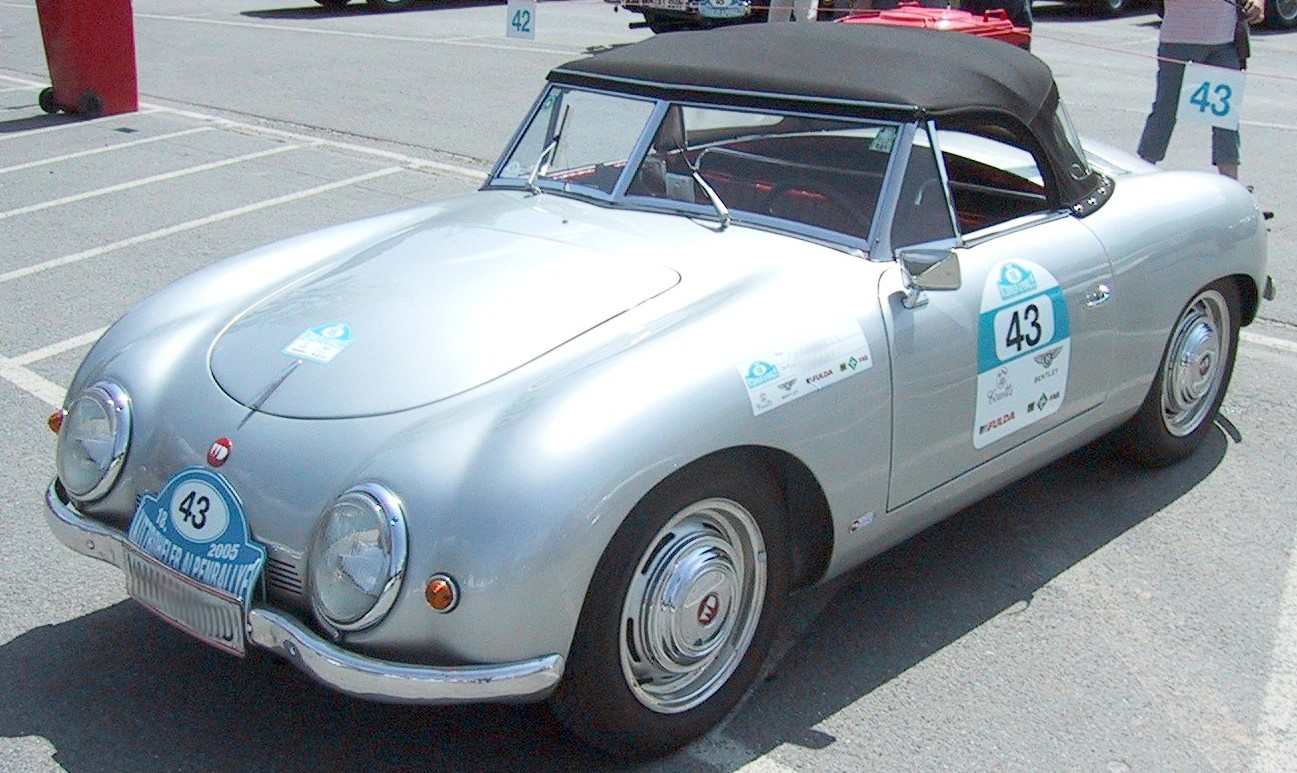
WD 1500 von 1955

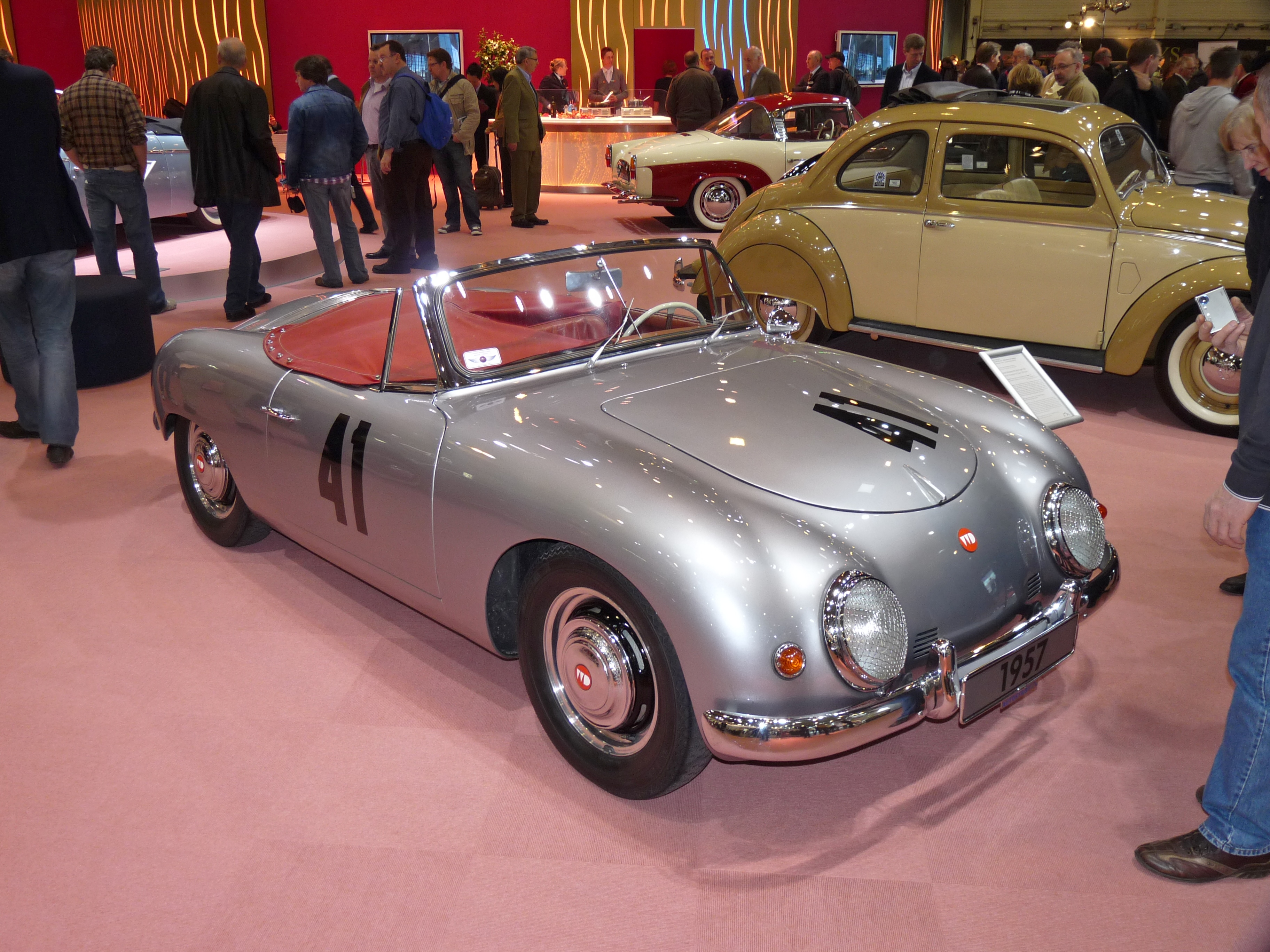
WD Super 1300 von 1957

Denzel war ein österreichischer Hersteller von Automobilen, der heute im Autohandel tätig ist.

## Unternehmensgeschichte
Wolfgang Denzel war bereits vor dem Zweiten Weltkrieg im Automobilgeschäft tätig. 1948 begann er in seinem Unternehmen an der Gumpendorfer Straße 19 im 6. Bezirk von Wien mit der Entwicklung und der Produktion von Automobilen. Eine Quelle gibt an, dass das Unternehmen anfangs WD-Equipment hieß.
1953 präsentierte er erstmals Fahrzeuge auf dem Genfer Auto-Salon in Genf. Der Markenname lautete zunächst WD und ab 1957 Denzel. 1959 oder 1960 endete die Produktion.
Insgesamt entstanden nach verschiedenen Quellen etwa 65, etwa 300 oder etwa 350 Fahrzeuge. Je nach Quelle sollen etwa 28 oder etwa 50 Fahrzeuge noch existieren.
Das Unternehmen ist derzeit als Wolfgang Denzel Auto AG in Österreich im Vertrieb und Import von Kraftfahrzeugen tätig. Unter anderem importiert das Unternehmen Fahrzeuge der BMW AG, Fiat S.p.A., Hyundai Motor Company, Volvo und von Mitsubishi Motors. Letztere erstmals im Jahr 1978.
Als Teil des heutigen steirischen Automobilclusters besteht seit den 1970er Jahren das Entwicklungszentrum der Wolfgang Denzel AG. Die Aktiengesellschaft ist heute Inhaber der technischen Patente von Wolfgang Denzel und Lizenzgeber für bedeutende Automobilhersteller. In den 2000er Jahren wurde die Denzel AG auch zum Anbieter weiterer Mobilitätsdienstleistungen, wie beispielsweise Carsharing.

## Fahrzeuge
Das Unternehmen stellte Sportwagen her, zunächst auf Volkswagen-Chassis. 1949/1950 entstand der Prototyp SS1 (Super Sport 1) mit eigenem Chassis, 1100-Kubikzentimeter-VW-Motor und 500 kg Fahrzeugmasse.
Bei den ersten Modellen verwendete Denzel viele Teile des VW Kübelwagens, so auch das Fahrgestell. Die türlose Karosserie des Viersitzers bestand aus Holz. Der Motor leistete mit Hilfe von zwei Vergasern 33 PS (24 kW). Kurz danach bildete der Plattformrahmen des VW Käfer die Basis. Für den Antrieb sorgten Vierzylinder-Boxermotoren von Volkswagen. In vielen Fahrzeugen verstärkte Denzel den Motor. So war der Hubraum vielfach auf 1281 cm³ oder 1290 cm³ erhöht. Diese Motoren leisteten bis zu 64 PS (47 kW). Im Laufe der Zeit wurden mehr und mehr Teile des originalen VW-Motors durch eigene Teile ersetzt. Die Modelle ab 1951 oder 1952 erhielten einen Rohrrahmen und eine Aluminium-Karosserie, was  Gewicht sparte. Ab 1954 war ein Motor mit 1500 cm³ Hubraum lieferbar, der laut zweier Quellen von Porsche stammte. 1956 ergänzte ein Coupé das Sortiment, das bis dahin aus Roadster und Cabriolet bestand.
Den Großteil der Fahrzeuge machten die folgenden drei Modelle aus:
- Seriensuper: 1281 cm³ Hubraum, 52 PS (38 kW) Leistung
- Super: 1290 cm³ Hubraum, 64 PS (47 kW) Leistung
- International: 1500 cm³ Hubraum, 80 PS (59 kW) Leistung.[5]

## Autorennen
Die Fahrzeuge wurden auch bei Autorennen eingesetzt. Hier einige erfolgreiche Einsätze mit Wolfgang Denzel am Lenkrad: 
- Sieg in der Klasse bis 2000 cm³ Hubraum im Februar 1949 bei der ÖAMTC-Wintertourenfahrt[6]
- Klassensieg und 7. Rang im Gesamtklassement im Juni 1949 bei der Internationalen Österreichischen Alpenfahrt[6]
- Gesamtsieg 1954 beim Coupé des Alpes[5]
- Klassensieg 1954 bei der Int. Österreichischen Alpenfahrt[6]